# Antonio Ledezma
Antonio José Ledezma Díaz (San Juan de los Morros, 1º maggio 1955) è un avvocato e politico venezuelano.
Ex prigioniero politico, dopo aver sfidato senza successo la leadership dell'Azione Democratica nel 1999, ha fondato un nuovo partito, la Alianza Bravo Pueblo.

## Biografia
Dopo il coinvolgimento in politica nel suo stato di Guárico negli anni '70 per l'Azione Democratica, ha ricoperto due mandati nella Camera dei Deputati venezuelana (dal 1984), ed è stato eletto al Senato venezuelano nel 1994. Quindi è stato sindaco della municipalità del Libertador (1996-2000) del distretto della capitale venezuelana, essendo stato nominato governatore del distretto federale ora defunto (1992-1993) da Carlos Andrés Pérez.

### Sindaco di Caracas
Nel 2008, ha sfidato il pro-Chavez PSUV / Patria per tutti i candidati Aristóbulo Isturiz nell'elezione del sindaco di Caracas del 2008 e ha vinto. Dopo la sua elezione, il 30 aprile 2009 l'Assemblea nazionale venezuelana ha approvato una legge sul distretto della capitale che ha trasferito la maggior parte delle funzioni, i finanziamenti e il personale del sindaco di Caracas in un nuovo distretto della capitale venezuelana (presieduto da Jacqueline Faría, un funzionario nominato direttamente di Hugo Chávez) che copre in particolare il centro politico di Caracas e il comune di Libertador. È stata presentata una contestazione legale ed è stata presentata una richiesta al Consiglio elettorale nazionale di indire un referendum, ma questi non hanno fermato il trasferimento. Gli oppositori di Chavez hanno descritto la mossa come una deliberata negazione del voto popolare, mentre i sostenitori di Chavez hanno descritto la riorganizzazione politica e di bilancio come un "atto di giustizia" per Libertador, il più grande e più povero dei cinque comuni che compongono Caracas. Dopo la rimozione di tale potere, Ledezma iniziò uno sciopero della fame che attirò l'attenzione internazionale.

## Arresto
Il 19 febbraio 2015 è stato detenuto dal servizio di intelligence bolivariano nel suo ufficio nella torre EXA a Caracas. Durante l'operazione, le forze di sicurezza hanno sparato colpi di avvertimento in aria per disperdere la folla che si stava formando. Fu quindi trasportato nella sede di SEBIN a Plaza Venezuela. Il suo avvocato ha dichiarato che le accuse per la sua detenzione erano sconosciute. Il New York Times ha dichiarato che Ledezma è stato arrestato dal governo venezuelano dopo le accuse del presidente Nicolás Maduro su un "complotto americano per rovesciare il governo" che ha presentato una settimana prima dell'arresto di Ledezma. Ledezma ha deriso le accuse affermando che il governo venezuelano si stava destabilizzando attraverso la corruzione. Gli Stati Uniti hanno negato le accuse del presidente Maduro e hanno affermato che "i problemi del Venezuela non possono essere risolti criminalizzando il dissenso". Fu imprigionato nel carcere militare di Ramo Verde e due mesi dopo fu rimandato a casa per motivi di salute, dove è stato posto agli arresti domiciliari e incapace di esprimersi pubblicamente.

### Reazioni all'arresto

#### Manifestazioni

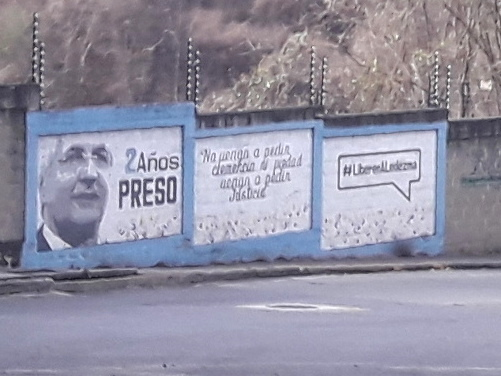
Pittura murale a Caracas che esige la liberazione di Ledezma.

In seguito alla notizia dell'arresto di Ledezma, i suoi sostenitori hanno rapidamente creato proteste e hanno definito l'arresto un "sequestro di persona" e che la cospirazione del colpo di stato è stata creata per scopi politici. Ore dopo la notizia, centinaia di sostenitori di Ledezma si sono radunati in una piazza di Caracas per denunciare il suo arresto. I manifestanti si radunarono anche fuori dal quartier generale di SEBIN.

#### Gruppi per i diritti umani
Gruppi di diritti umani hanno condannato rapidamente l'arresto di Ledezma e la somiglianza del caso con l'arresto di Leopoldo López è stata notata dal New York Times. Amnesty International ha condannato l'arresto di Ledezma definendolo politicamente motivato, notando i casi analoghi di arresti compiuti dal governo venezuelano in quello che Amnesty International ha descritto come "mettere a tacere le voci dissidenti". Human Rights Watch ha chiesto il suo rilascio con il direttore della divisione di Human Rights Watch, Jose Miguel Vivanco, affermando che senza prove, Ledezma "affronta un altro caso di detenzione arbitraria di oppositori in un paese in cui non esiste indipendenza giudiziaria".

### Processo
Nel marzo 2015, l'ex primo ministro socialista di Spagna, Felipe González, ha accettato di assumere la difesa di Ledezma nel suo processo dopo che la famiglia di Ledezma ha richiesto il suo aiuto.

## Fuga da casa e arresto
Il 17 novembre 2017, Ledezma oltrepassò le guardie e fuggì in Colombia. Egli partì lo stesso giorno dall'Aeroporto di Bogotà-El Dorado a Aeroporto di Madrid-Barajas a Madrid, in Spagna. All'atterraggio ha dichiarato che avrebbe continuato la sua lotta di opposizione al governo venezuelano e si sarebbe riunito con la sua famiglia.
Nel 2017 ha ricevuto in rappresentanza dell'opposizione democratica in Venezuela il Premio Sakharov per la libertà di pensiero.

## Premi e riconoscimenti
- 2010 - Finalista per il premio World Mayor 2010.[16]
- 2015 - National Endowment for Democracy ha assegnato a Ledezma il suo premio per la democrazia nel maggio 2015.[17]
- 2015 - Il Premio della Libertà Ibero-Americana di Cádiz Cortes è stato premiato "data la difesa senza macchia della libertà nella vostra comunità e le esigenze minime di realizzazione dei diritti umani nello stesso, che li ha portati a essere oggetto di un rimprovero pubblico al loro governo, incluso il flagrante situazione di detenzione o il taglio dei tuoi diritti civili minimi ".[18]

Premio Coraggio
- 2016, Vertice di Ginevra per i diritti umani e la democrazia, condiviso con Leopoldo Lopez, "per aver ispirato il mondo con il loro straordinario coraggio nella difesa della libertà e dei diritti umani universali".[19]